# China Cup 2018
El Torneo Internacional de Fútbol Gree China Cup 2018 (por motivos de patrocinio) o China Cup 2018 (en chino: 2018年格力中国杯国际足球锦标赛) fue la segunda edición de esta copa amistosa, organizada por la FIFA, que se celebró en Nanning (China). A diferencia de su primera edición, la segunda edición se fijó en fechas oficiales de esta institución, entre el 22 y el 26 de marzo de 2018.
La copa fue organizada por la Asociación China de Fútbol, Wanda Sports Holdings, la Región Autónoma Zhuang de Guangxi, Sports Bureau y el Gobierno Municipal de Nanning.
Además de la selección deChina- quien fue el anfitrión- fueron invitadas las selecciones de Gales, República Checa y Uruguay.
El campeón de esta segunda edición del torneo fue Uruguay, que ganó la final ante Gales (que a su vez había vencido a los locales) por la cuenta mínima.

## Sede
| China                 | China   |
| Nanning               | Nanning |
| --------------------- | ------- |
| Guangxi Sports Center | Nanning |
| Capacidad: 60,000     | Nanning |
|                       | Nanning |

## Equipos participantes
Cuatro selecciones disputan la China Cup 2018: el anfitrión,China, más los invitados: Gales, República Checa y Uruguay. 
| Asia (AFC) | América del Sur (Conmebol) | Europa (UEFA)         |
| ---------- | -------------------------- | --------------------- |
| China      | Uruguay                    | Gales República Checa |

## Resultados
|  | Semifinales           | Semifinales           |   |                       | Final                 | Final |  |
|  |                       |                       |   |                       |                       |       |  |
|  |                       |                       |   |                       |                       |       |  |
|  | 22 de marzo - Nanning |                       |   |                       |                       |       |  |
|  | China                 | 0                     |   |                       |                       |       |  |
|  | Gales                 | 6                     |   |                       |                       |       |  |
|  |                       |                       |   |                       |                       |       |  |
|  |                       |                       |   |                       | 26 de marzo - Nanning |       |  |
|  |                       |                       |   |                       | Gales                 | 0     |  |
|  |                       | Uruguay               | 1 |                       |                       |       |  |
|  |                       |                       |   |                       |                       |       |  |
|  |                       |                       |   |                       |                       |       |  |
|  |                       |                       |   |                       | Tercer lugar          |       |  |
|  | 23 de marzo - Nanning | 23 de marzo - Nanning |   | 26 de marzo - Nanning | 26 de marzo - Nanning |       |  |
|  | Uruguay               | 2                     |   | China                 | 1                     |       |  |
|  | República Checa       | 0                     |   |                       | República Checa       | 4     |  |

Los horarios corresponden al horario local: China (UTC+8)

### Semifinales
| 22 de marzo de 2018, 19:35 | China | 0:6 (0:4) | Gales                                           | Guangxi Sports Center, Nanning                                |                                                               |
|                            |       | Reporte   | Bale 2', 21', 62' · Vokes 38', 58' · Wilson 45' | Asistencia: 36 573 espectadores Árbitro(s): Mohd Amirul Izwan | Asistencia: 36 573 espectadores Árbitro(s): Mohd Amirul Izwan |

| 23 de marzo de 2018, 19:35 | Uruguay                        | 2:0 (2:0) | República Checa | Guangxi Sports Center, Nanning                                |                                                               |
|                            | Suárez 10' (pen.) · Cavani 37' | Reporte   |                 | Asistencia: 22 757 espectadores Árbitro(s): Saoud Ali Al-Adba | Asistencia: 22 757 espectadores Árbitro(s): Saoud Ali Al-Adba |

### Tercer y cuarto lugar
| 26 de marzo de 2018, 15:35 | China       | 1:4 (1:0) | República Checa                                       | Guangxi Sports Center, Nanning                          |                                                         |
|                            | Xiaodong 5' | Reporte   | Kalas 58' · Schick 59' · Krmenčík 62' · Kadeřábek 78' | Asistencia: 15 815 espectadores Árbitro(s): Chris Beath | Asistencia: 15 815 espectadores Árbitro(s): Chris Beath |

### Final
| 26 de marzo de 2018, 19:35 | Gales | 0:1 (0:0) | Uruguay    | Guangxi Sports Center, Nanning                                  |                                                                 |
|                            |       | Reporte   | Cavani 49' | Asistencia: 41 056 espectadores Árbitro(s): Salman Ahmad Falahi | Asistencia: 41 056 espectadores Árbitro(s): Salman Ahmad Falahi |

|                    |
| Bandera de Uruguay |
| Campeón Uruguay    |
| 1.er título        |

## Estadísticas

### Clasificación general
|   | Equipo | Equipo          | PJ | PG | PE | PP | GF | GC | Dif | Pts |
| - | ------ | --------------- | -- | -- | -- | -- | -- | -- | --- | --- |
| 1 |        | Uruguay         | 2  | 2  | 0  | 0  | 3  | 0  | +3  | 6   |
| 2 |        | Gales           | 2  | 1  | 0  | 1  | 6  | 1  | +5  | 3   |
| 3 |        | República Checa | 2  | 1  | 0  | 1  | 4  | 3  | +1  | 3   |
| 4 |        | China           | 2  | 0  | 0  | 2  | 1  | 10 | -9  | 0   |

### Goleadores
| Jugador          | Selección       | Goles | Partidos |
| Gareth Bale      | Gales           | 3     | 2        |
| Sam Vokes        | Gales           | 2     | 2        |
| Edinson Cavani   | Uruguay         | 2     | 2        |
| Fan Xiaodong     | China           | 1     | 1        |
| Tomáš Kalas      | República Checa | 1     | 1        |
| Harry Wilson     | Gales           | 1     | 2        |
| Pavel Kadeřábek  | República Checa | 1     | 2        |
| Michael Krmenčík | República Checa | 1     | 2        |
| Patrik Schick    | República Checa | 1     | 2        |
| Luis Suárez      | Uruguay         | 1     | 2        |
| ---------------- | --------------- | ----- | -------- |

### Mejor jugador del torneo
- Edinson Cavani